# Magdalena Leciejewska
Magdalena Anna Leciejewska (Grodzisk Wielkopolski, 29 giugno 1986) è un'ex cestista polacca.

## Carriera
Con la Polonia ha disputato due edizioni dei Campionati europei (2009, 2015).